# NGC 3377
NGC 3377 es una galaxia elíptica (E5) localizada en la dirección de la constelación de Leo. Posee una declinación de +13° 59' 09" y una ascensión recta de 10 horas, 47 minutos y 42,3 segúns.
La galaxia NGC 3377 fue descubierta  el 8 de abril de 1784 por William Herschel.